# حلقة البروجستيرون المهبلية
حلقة البروجستيرون المهبلية, تعرف أيضاً بحلقة مهبلية تحتوي على البروجستيرون فقط, هي نوع من الحلقات المهبلية المستخدمة لمنع الحمل أثناء الرضاعة الطبيعية. يمكن البدء باستخدامها في الأسبوع الرابع ويجب أن يستمر لما لا يقل عن سنة بعد الولادة. معدل الفشل مع الاستخدام المعتاد هو 1.5 امرأة من كل 100. تستخدم كل حلقة داخل المهبل لمدة ثلاثة شهور. تستطيع المرأة إزالة ووضع الحلقة بنفسها.
الأعراض الجانبية تتضمن إفرازات مهبلية وألم مع التبول. لا يبدو أنها مرتبطة بأي أعراض جانبية خطيرة. مع الاستخدام يحدث انقطاع للحيض. وقد صنعت هذه الحلقات خصيصاً للاستخدام مع الرضاعة الطبيعية لأنها لا تؤثر على إنتاج الحليب . تعمل عن طريق الإطلاق التدريجي لهرمون البروجستيرون.
تم الموافقة على حلقات البروجستيرون المهبلية للاستخدام الطبي منذ 1998. إنها ضمن قائمة الأدوية الأساسية النموذجية لمنظمة الصحة العالمية, أكثر الأدوية المحتاجة فعالية وأماناً في نظام الرعاية الصحية. اعتباراً من 2014 كانت متوافرة في العديد من بلدان أمريكا الوسطى والجنوبية. اعتباراً من 2016 لم تعد متوافرة في الولايات المتحدة الأمريكية. لقد تم تطويرها من قبل مجلس السكان وتباع تحت الاسم التجاري progering.